# Ricinodendron heudelotii
Ricinodendron heudelotii ist ein Baum in der Familie der Wolfsmilchgewächse aus West- und Zentralafrika bis in den Sudan und ins mittlere bis südliche Ostafrika. Es ist die einzige Art der Gattung Ricinodendron.

## Beschreibung

### Vegetative Merkmale
Ricinodendron heudelotii wächst als laubabwerfender Baum bis zu 40–45 Meter hoch. Der Stammdurchmesser erreicht bis zu 150 Zentimeter. Es werden mehr oder weniger große und breite, oder auch keine Brettwurzeln ausgebildet. Die Borke ist gräulich bis bräunlich oder grau-braun, glatt und im Alter schuppig oder leicht rissig.
Die wechselständigen und langstieligen Laubblätter sind zusammengesetzt handförmig mit bis zu 4–8 Blättchen. Der lange Blattstiel ist bis zu 20–40 Zentimeter lang. Die weichen, leicht ledrigen, dünnen, sitzenden bis fast sitzenden oder pseudogestielten und zugespitzten bis geschwänzten Blättchen sind verkehrt-eiförmig bis elliptisch, lanzettlich und 10–30 Zentimeter lang und 5–15 Zentimeter breit. Das mittlere Blättchen ist am größten und der Blattrand ist fast ganz mit entfernten und kleinen drüsigen Zähnchen. Oberseits sind die Blättchen kahl und unterseits mehr oder weniger behaart. Die recht haltbaren, mehreren fächerförmigen Nebenblätter, mit kleinen drüsigen Zähnchen, pro Blatt sind bis zu 2–5 Zentimeter groß. Am Blattstiel sind oft mehrere Drüsen vorhanden. Die Nervatur ist gefiedert und unterseits erhaben.

### Generative Merkmale
Ricinodendron heudelotii ist einhäusig monözisch. Es werden endständige, mehr oder weniger rostig behaarte Rispen gebildet, die männlichen sind bis zu 40 Zentimeter lang, die weiblichen sind nur etwa halb so lang. Es sind pfriemliche Tragblätter vorhanden. Die eingeschlechtlichen, meist fünfzähligen und grünlich-weißen oder weißen bis gelblichen, kleinen Blüten sind gestielt und mit doppelter Blütenhülle. Die 4 Millimeter langen, eiförmigen, dachigen Kelchblätter sind kurz verwachsen und dicht rostig behaart. Die länglichen, aufrechten und gestutzten Petalen sind 6 Millimeter lang und schlüssig, röhrig zusammenstehend. Die männlichen Blüten enthalten 6–14 basal verwachsene Staubblätter mit im unteren Teil langhaarigen Staubfäden. Der behaarte, zwei, bis dreikammerige Fruchtknoten der weiblichen Blüten ist oberständig, mit zwei- bis drei kleinen, kurz zweiteiligen Griffeln. Es ist jeweils ein lappiger Diskus oder freie Drüsen vorhanden.
Es werden zwei- dreilappige und mehrsamige, zur Reife schwärzliche, bis etwa 4–5 Zentimeter große, etwa rundliche, oben leicht abgeflachte Steinfrüchte gebildet.
In jedem Lappen ist ein einsamiger, harter und dünnschaliger, holziger Steinkern enthalten.

## Taxonomie
Die Erstbeschreibung des Basionyms Jatropha heudelotii erfolgte 1860 durch Henri Ernest Baillon in Adansonia Recueil Observ. Bot. 1: 64. Die Umstellung in die 1864 von Johannes Müller Argoviensis in Flora 47: 533 aufgestellte Gattung Ricinodendron zu Ricinodendron heudelotii erfolgte 1898 durch Édouard Marie Heckel in Ann. Inst. Bot.-Géol. Colon. Marseille 5(2): 40. Es sind verschiedene weitere Synonyme bekannt.
Es werden zwei Unterarten mit unklarer Gebietsverteilung unterschieden:
- Ricinodendron heudelotii subsp. heudelotii; (nur Westafrika), mit 3 oder 5 Nebenblättern pro Blatt, dreikammeriger Fruchtknoten und drei Griffel und dreilappige Früchte, meist 3 Samen
- Ricinodendron heudelotii subsp. africanum (Müll.Arg.) J.Léonard; (nicht in Westafrika), mit anders verteilten Drüsen am Blattstiel, mit 5, selten weniger, oder mehr Nebenblättern pro Blatt, meist zweikammeriger Fruchtknoten und meist zwei Griffeln, zweilappige Früchte, 2 Samen
  - Mit den Varietäten:
    - Ricinodendron heudelotii var. africanum; mit anfänglich unterseits mehr oder weniger behaarten Blättchen und dann verkahlend
    - Ricinodendron heudelotii var. tomentellum (Hutch. & E.A.Bruce) Radcl.-Sm.; (nur Kenia, Tansania), mit unterseits beständig bräunlich, rehbraun behaarten Blättchen

## Verwendung
Die Samen werden gekocht oder geröstet gegessen. Aus den Samen kann auch ein trocknendes Öl gewonnen werden, welches für Seifen oder für Lacke Verwendung findet.
Die Rinde, Blätter und Wurzeln werden medizinisch verwendet.
Das helle Holz ist sehr leicht und weich, es kann als Ersatz für Balsaholz genutzt werden. Es ist bekannt als Erimado oder Essessang. Das Sägemehl kann für Rettungsringe oder wie das Holz zur Isolation genutzt werden.
Das Holz wird auch zur Herstellung von Musikinstrumenten oder zum Schnitzen und für andere Dinge genutzt.